# Агбаба, Милка
Милка «Црна» Агбаба (сербохорв. Милка "Црна" Агбаба / Milka "Crna" Agbaba; 1921, Банатско-Караджорджево — 1969, Белград) — югославский политик, участница Народно-освободительной войны Югославии.

## Биография
Родилась в 1921 году в Банатско-Караджорджево в бедной крестьянской семье. После окончания начальной школы из-за нехватки денег ушла работать, стала портнихой.
На фронте Народно-освободительной войны Югославии с 1941 года. Член Союза коммунистической молодёжи Югославии, в 1942 году принята в Коммунистическую партию. До 1943 года работала в подполье Баната, позже ушла в Срем (на территории освобождённой Воеводины). Член Воеводинского окружного и краевого комитетов СКМЮ, член Воеводинского краевого комитета Женского антифашистского фронта.
В послевоенные годы избрана в Воеводинский краевой комитет Коммунистической партии Сербии и ЦК Союза коммунистов Сербии. Депутат Народной скупщины Автономного Края Воеводина, Народной скупщины Социалистической Республики Сербия и Союзной Народной скупщины.
Скончалась в 1969 году, похоронена на Аллее народных героев белградского Нового кладбища. Была награждена Партизанским памятным знаком 1941 года, орденами Братства и единства, За заслуги перед народом, За храбрость и другими.